# Stazione di Pettorano sul Gizio
La stazione di Pettorano sul Gizio è una fermata ferroviaria, posta sulla ferrovia Sulmona-Isernia, a servizio dell'omonimo comune.

## Storia
La stazione di Pettorano sul Gizio entrò in servizio il 18 settembre 1892, con l'apertura della tratta Sulmona-Cansano.
Nel 1997 la stazione venne declassata al rango di fermata impresenziata, previa rimozione del binario di precedenza. Il 9 dicembre 2007 venne soppressa.

## Strutture e impianti
La stazione di Pettorano sul Gizio è gestita da Rete Ferroviaria Italiana. Il fabbricato viaggiatori è a due piani ed è tinteggiato di arancione. Il piano terra ospita i servizi per i viaggiatori quali la biglietteria, la sala d'attesa e il deposito bagagli. La fermata è servita da un unico binario. Fino alla fine degli anni novanta il piazzale era composto da tre binari: oltre al binario 2 rimasto (è il binario di corretto tracciato) vi erano il binario 1 che costituiva il binario di precedenza e il binario tronco che serviva lo scalo merci.

## Servizi
La stazione disponeva dei seguenti servizi:
- Biglietteria a sportello
- Sala d'attesa
- Servizi igienici
- Deposito bagagli